# Театр Помпея

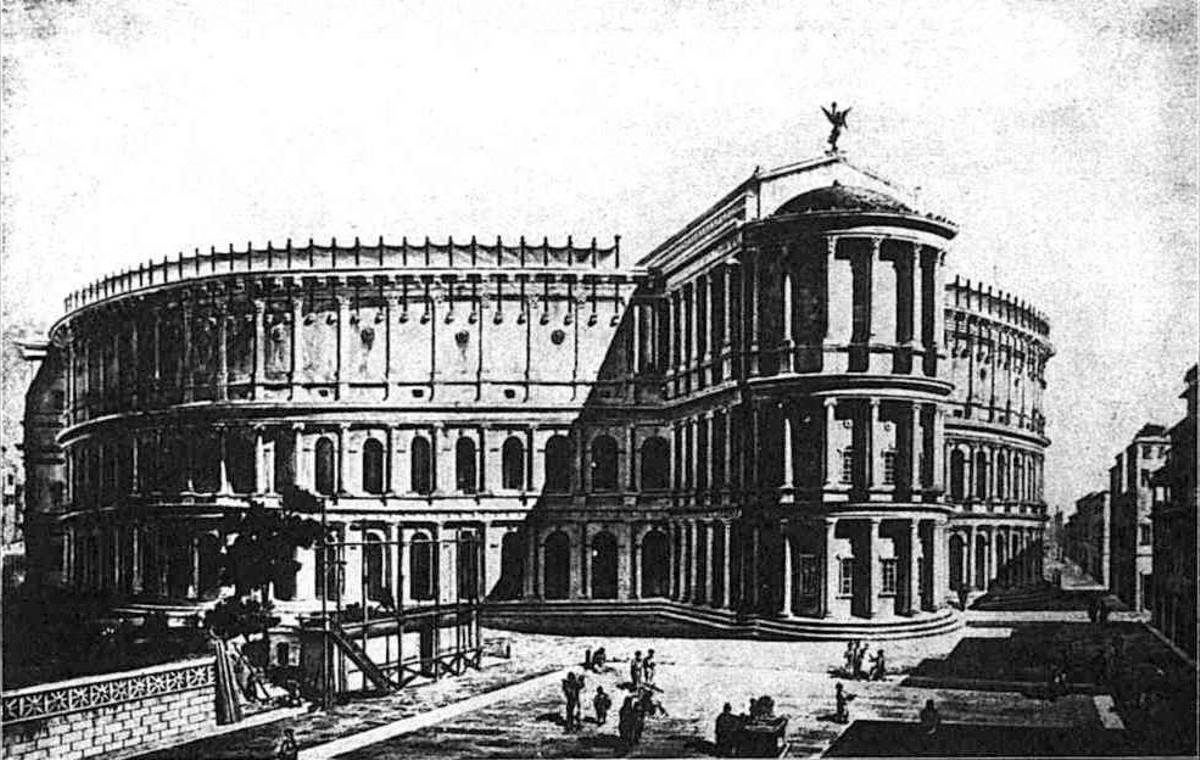
Реконструкция театра Помпея

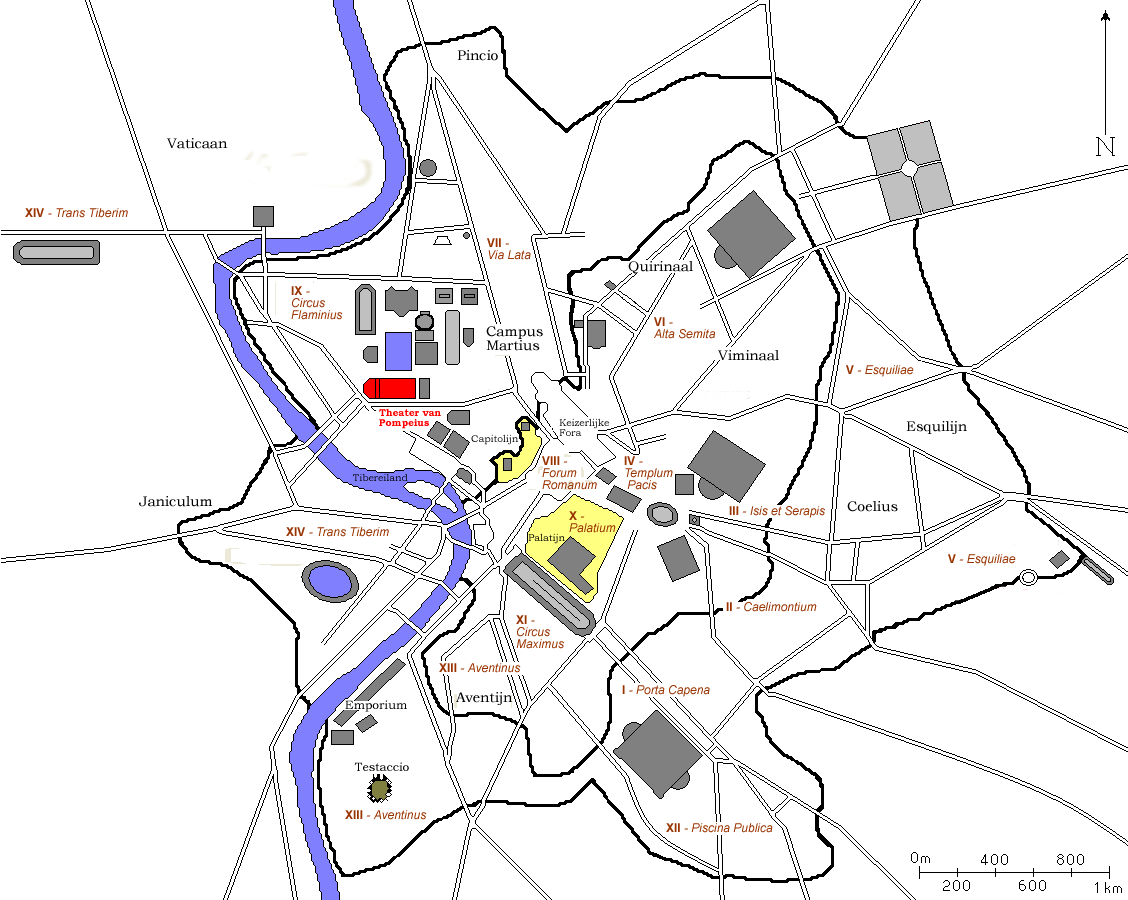
Местоположение театра Помпея на карте города, театр обозначен красным

Театр Помпея (лат. Teatrum Pompei) — несохранившийся древнеримский театр в Риме.
Идея заложить театр возникла у Гнея Помпея Великого во время посещения Митилен на Лесбосе в 63 году до н. э. Согласно Плутарху, Помпей, осмотрев митиленский театр, решил построить по его образцу аналогичное сооружение в Риме, но бо́льших размеров. Среди особенностей театра в Митиленах, по-видимому, была надстройка с храмом над амфитеатром, позаимствованная для римской постройки. Кроме того, театр Помпея мог иметь сцену, похожую на митиленскую. Некоторые исследователи, впрочем, считают, что влияние театра в Митиленах на римскую постройку было незначительным.
Помпей приказал заложить театр после своего триумфа в 61 году до н. э., здание было освящено в 55 году до н. э. Театр, расположенный на Марсовом поле, вмещал в себя 40 тысяч зрителей; в IV веке н. э. театр вмешал всего 11 600 зрителей, что было связано, вероятнее всего, с его обветшанием. Диаметр полукруглого амфитеатра составлял около 158 метров. Театр стал первым каменным театром в Риме, зрительские места и интерьер театра были украшены мрамором. К театру примыкал портик Помпея (портик вместе с высаженными возле него по строгому плану деревьями стал первым общественным парком Рима), вблизи также располагалась курия Помпея, где иногда проходили заседания сената.
Именно возле театра Помпея в 44 году до н.э. был убит Гай Юлий Цезарь.
Применена типичная для римской архитектуры ордерная аркада.
На протяжении Средневековья театр постепенно разрушался и разбирался на стройматериалы. В настоящее время лишь дуга улицы Via di Grotta Pinta сохранила контур постройки: она проходит по бывшей границе сцены и зрительных мест.